# Chondroïtine
Chondroïtinesulfaat is een biologisch macromolecuul, een gesulfateerd glycosaminoglycaan. Het bestaat uit een polymeerketen van suikerderivaten, waarin N-acetylgalactosamine en glucuronzuur elkaar afwisselen. Het is een van de belangrijkste bestanddelen van het kraakbeenweefsel, waar het een bijdrage levert aan de drukweerstand.
Samen met glucosamine wordt chondroïtine vaak aangeboden als voedingssupplement voor mensen die lijden aan artrose. Het is echter niet als geneesmiddel geregistreerd en de werkzaamheid van het middel is zeer omstreden. Er is weinig onafhankelijk en betrouwbaar onderzoek beschikbaar waaruit zou kunnen blijken dat het middel werkt, terwijl recente grote en onafhankelijke onderzoeken geen werking hebben aangetoond op het vlak van pijn.  Deze onderzoeken hadden pijnbeleving als bepalende factor, echter niet de conditie van kraakbeen. Het kan dus zijn dat het wel helpt de conditie van (gezond) kraakbeen goed te houden, echter is herstel op plaatsen van kraakbeenbeschadiging (en dus pijn) niet gebleken uit deze onderzoeken. Hiervoor is verder onderzoek noodzakelijk. Bij inname met de voeding wordt slechts ongeveer 10% in het lichaam door de darmen opgenomen; de rest verlaat onveranderd het lichaam met de ontlasting.